# Koppōjutsu
Koppōjutsu (骨法術?) è un'arte marziale giapponese, ufficialmente riconosciuto dalla Dai Nippon Butoku Kai come cultura giapponese, il cui obiettivo è quello di attaccare le ossa dell'avversario mediante leve articolari e colpi mirati. Le sue origini risalgono al XII secolo ed è stato influenzato dal kung fu.
Contrariamente a quanto si possa credere, il koppōjutsu non è l'arte di rompere e/o frantumare le ossa frontalmente. Piuttosto, è un paradigma specifico e uno stato mentale da adottare, in cui deve essere percepita la presenza della struttura ossea profonda del corpo umano. Il koppōjutsu può essere espresso come una tecnica che attacca il nucleo stesso, o kotsu, della struttura ossea del corpo.